# Петербургские искусствоведческие тетради
Петербургские искусствоведческие тетради — периодический сборник трудов по истории искусства, издаваемый Петербургским отделением Ассоциации искусствоведов (АИС) — Общероссийской общественной организации историков искусства и художественных критиков (зарегистрирована в статусе Общероссийской общественной организации «Ассоциация искусствоведов» Министерством юстиции РФ 26 сентября 2010 года).

## История
Сборник является печатным органом Петербургского отделения Ассоциации искусствоведов. Первый выпуск сборника вышел в 1995 году и был полностью отдан очеркам, посвященным членам Ленинградского Союза художников, павшим в годы Великой Отечественной войны. К середине 2011 года вышло 22 сборника трудов петербургских искусствоведов. В 2018 году увидел свет юбилейный 50-й номер Петербургских искусствоведческих тетрадей. В настоящее время периодичность выхода составляет пять сборников в год. Каждый номер сборника содержит около 30 статей. Тираж сборника 200 экз. Сборник получают ведущие художественные музеи, библиотеки, учебные заведения Петербурга и Москвы. Ряд публикаций стал основой для успешной защиты докторских и кандидатских диссертаций.

## Публикации (выборочно)
Со времени выхода первого выпуска сборника в нём опубликовано около 600 статей более 100 авторов, среди них:
- Благодатов Н. И. Субъективные пространства города.[4]
- Боровская Е. А. Преемственность традиций петербургской рисовальной школы (1839—1917) в современном художественном образовании.[5]
- Герман М. Ю. Пикассо.[6].
- Григорьянц Е. И. Книга художника: к феноменологии жанра.[7]
- Григорьева Т. Вячеслав Францевич Загонек. Страницы творчества.[8]
- Данилова А. Становление ленинградской школы живописи и её художественные традиции.[9]
- Дмитренко А. Ф. Люблю людей… (О народном художнике России А. Г. Ерёмине).[10]
- Дмитренко А. Ф., Р. А. Бахтияров. Всё счастье земли — за трудом[11].
- Иванов С. В. Двадцать лет спустя. Размышления о выставке Сергея Осипова[12].
- Иванов С. В. О ранних портретах Льва Русова.[13].
- Изотова М. Д. Павел Михайлович Кондратьев.[14]
- Ковальский С. В. Движение по диагонали. Выставки ленинградских «неофициальных» художников ТЭИИ (1981—1991 гг).[15]
- Конова Л. С. Санкт-Петербургский Союз художников. Краткая хроника 1932—2009.[16][17]
- Корвацкая Е. С. Время в творчестве Николая Данилевского[18].
- Лягачев О. А. Врубель for ever[19]
- Махлина С. Т. Александр Борисович Ляховицкий.[20]
- Митрохина Л. Н. Мой Тимков.[21]
- Митрохина Л. Н., Кириллова Л. Н. История создания Средней художественной школы.[22]
- Мочалов Л. В. В поисках третьего пути.[23]
- Мудров Ю. В. К творческим портретам мастеров.[24]
- Парыгин А. Б. Шелкография до шелкографии.[25]
- Раскин А. Г. Живописец Николай Тимков.[26]
- Раскин А. Г. Вступительное слово к юбилейному пятидесятому выпуску «Петербургских искусствоведческих тетрадей».[27]
- Раскин А. Г. Пейзажная аура Гавриила Малыша.[28]
- Раскин А. Г. Портрет искусствоведа.[29]
- Раскин А. Г. Раскин А. Г. Гавриил Малыш[30]
- Северюхин Д. Я. Искусство шелкографии (про монографию А. Б. Парыгина).[31]
- Телепова М., Ж. Реперан, П. Шаварда. Одна картина Николая Телепова.[32]
- Шаманов Б. И. Проекция души на плоскость[33].
- Бахтияров Р. Творчество Инны Алтунашвили // Петербургские искусствоведческие тетради. Вып. 38, 2016, С. 80[34]

## Комментарии
1. ↑  Санкт-Петербургское отделение АИС было создано весной 1993 года на общем собрании историков искусства и художественных критиков Санкт-Петербурга как региональное отделение «Ассоциации искусствоведов» (АИС). Общероссийская общественная организация «Ассоциация искусствоведов», созданная 26 октября 1990 года на заседании Комиссий по критике и искусствознанию Союза художников СССР и Союза художников РСФСР в Свердловске, включает в себя 47 региональных отделений, петербургское — наиболее крупное.